# Lázaro Reinoso
Pour les articles homonymes, voir Reinoso (homonymie).
Lázaro Reinoso est un lutteur cubain spécialiste de la lutte libre né le 9 décembre 1969.

## Biographie
Lázaro Reinoso participe aux Jeux olympiques d'été de 1992 à Barcelone dans la catégorie des poids plumes et remporte la médaille de bronze. Il remporte également une médaille d'argent lors des Championnats du monde en 1993.